# Аргоне
Аргоне (фр. Argonay) је насељено место у Француској у региону Рона-Алпи, у департману Горња Савоја.
По подацима из 2011. године у општини је живело 2608 становника, а густина насељености је износила 505,43 становника/km².

## Демографија
| 1962. | 1968. | 1975. | 1982. | 1990. | 2011. |
| ----- | ----- | ----- | ----- | ----- | ----- |
| 517   | 751   | 968   | 1.054 | 1.520 | 2.608 |